# John Howard Payne
Pour les articles homonymes, voir John Payne.
John Howard Payne, né le 9 juin 1791 à New York et mort le 10 avril 1852 à Tunis, est un poète, acteur et dramaturge américain qui a fait l'essentiel de sa carrière théâtrale et eu son succès à Londres. Il est surtout connu aujourd'hui comme le créateur de Home! Sweet Home! (en), chanson qu'il a écrite en 1822, devenue depuis lors très populaire aux États-Unis puis dans tout le monde anglophone, et qui lui vaudra d'être intronisé de manière posthume (en 1970) au Songwriters Hall of Fame.

## Œuvres

### Théâtre
- Julia: or the Wanderer, a comedy in five acts (1806)
- Lovers’ Vows, 1809
- Accusation; or, The family of D'Anglade (adaptation du mélodrame du dramaturge français Narcisse Fournier, La Famille D'Anglade ou le Vol ), 1817
- Brutus; or, the Fall or Tarquin, 1818
- Thérèse, the Orphan of Geneva, 1821
- Love in humble life, a drama in one act, 1822
- Adeline: the victim of seduction, a melo-dramatic serious drama in three acts (traduction d'un mélodrame du dramaturge français René-Charles Guilbert de Pixerécourt), 1822
- Clari, the Maid of Milan, 1823
- Charles the Second; or, the Merry Monarch (inspirée de la pièce du dramaturge français Alexandre Duval, La Jeunesse d'Henri V, traduite en collaboration avec Washington Irving), 1824
- Richelieu; or, The Broken Heart (inspirée de la pièce du dramaturge français Alexandre Duval, La Jeunesse de Richelieu, traduction en collaboration avec Washington Irving), 1826